# アレゲニー航空
アレゲニー航空（Allegheny Airlines）はアメリカ合衆国ペンシルベニア州ピッツバーグにかつて存在した航空会社。USエアウェイズの前身である。

## 歴史
アレゲニー航空は1939年にAll American Aviation Companyとしてデュポン家によって設立された。当初は航空郵便のサービスを行っていたが、1949年に旅客サービスを開始したことで名前をオールアメリカン航空に改称し、1952年にふたたび改称しアレゲニー航空となった。

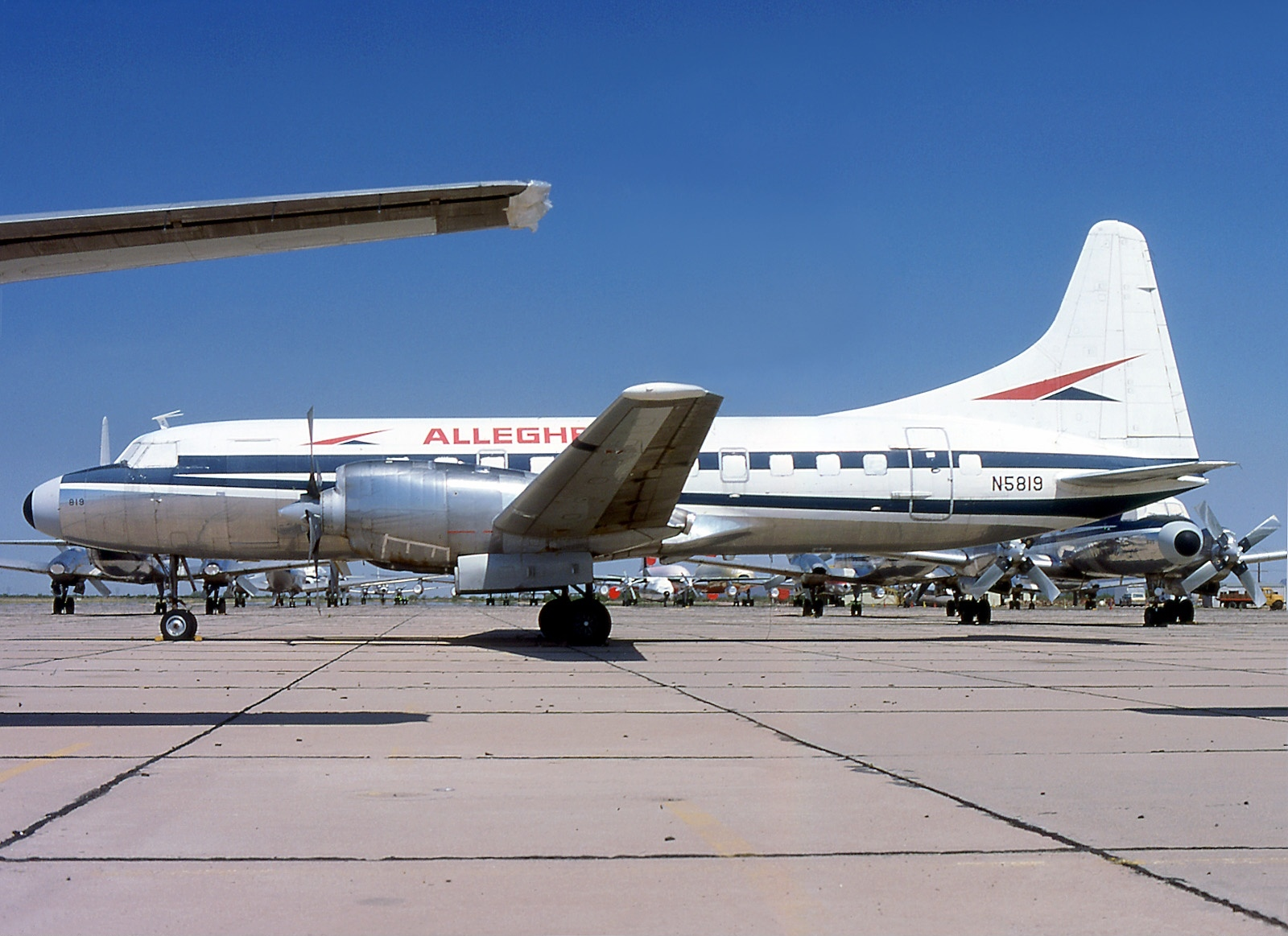
コンベア580

1950年代に入るとアレゲニー航空は企業として成長しはじめ、1960年代前半にはコンベア540を導入した。しかしコンベア540はエンジントラブルが多発し商業機として役に立たないことがわかったため、すぐにコンベア580に差し替えた。またアレゲニー航空は地方におけるコミューター航空と提携しアレゲニー航空便とリンクさせる方式をとった最初の航空会社のうちの一社でもあり、一時はこの方式をアレゲニー・コミューター・システムとも呼ばれていた。この方式に基づき1968年にインディアナポリスのレイク・セントラル航空、1972年にニューヨークのモホーク航空を買収している。
しかし航空業界で規制緩和が行われたことで、競争が激しさを増す中アレゲニー・コミューター・システムから「地方の航空会社」のイメージがつくのを嫌ったアレゲニー航空は1979年10月名前をUSエアーに改称した。改称後においてもしばらくはコミューター路線においてはアレゲニーコミューターサービスとして「アレゲニー」のブランドを残していたが、その後コミューター路線も名前は「USエアウェイズエクスプレス」に改称された。しかしこのアレゲニーの名前は再び子会社の商標としては使われ続けることとなった。この子会社はペンシルベニア州ハリスバーグに本社を置き、ボストンとフィラデルフィアからアメリカ北東部とカナダにデ・ハビランド・カナダ DHC-8を使用した路線を展開しているが、この路線は2004年に合併したピードモント航空の旧運航路線である。

## 就航都市
- メイン州
  - ポートランド
- ニューハンプシャー州
  - マンチェスター
- バーモント州
  - バーリントン
- マサチューセッツ州
  - ボストン
  - ウースター
- ロードアイランド州
  - プロヴィデンス
- コネチカット州
  - ハートフォード
  - ニューヘブン
- ニューヨーク州
  - ニューヨーク
  - オールバニ
  - バッファロー
  - シラキュース
  - ロチェスター
  - ビンガムトン
  - エルマイラ
  - ニューバーグ
  - ホワイト・プレインズ
  - イサカ
  - アイズリップ
- ペンシルベニア州
  - フィラデルフィア
  - ピッツバーグ
  - ハリスバーグ
  - レディング
  - エリー
  - ウィリアムズポート
  - ステートカレッジ
  - リーハイ・バレー（アレンタウン・ベスレヘム・イーストン）
  - アボカ（スクラントン・ウィルクスバリ）
- メリーランド州
  - ボルティモア/ワシントンD.C.
- ウェストバージニア州
  - チャールストン
- バージニア州
  - シャーロッツビル
  - ニューポートニューズ
  - ロアノーク
- ノースカロライナ州
  - ローリー
  - グリーンズボロ
- ミシガン州
  - デトロイト

- カナダ
  - トロント

## 保有機材

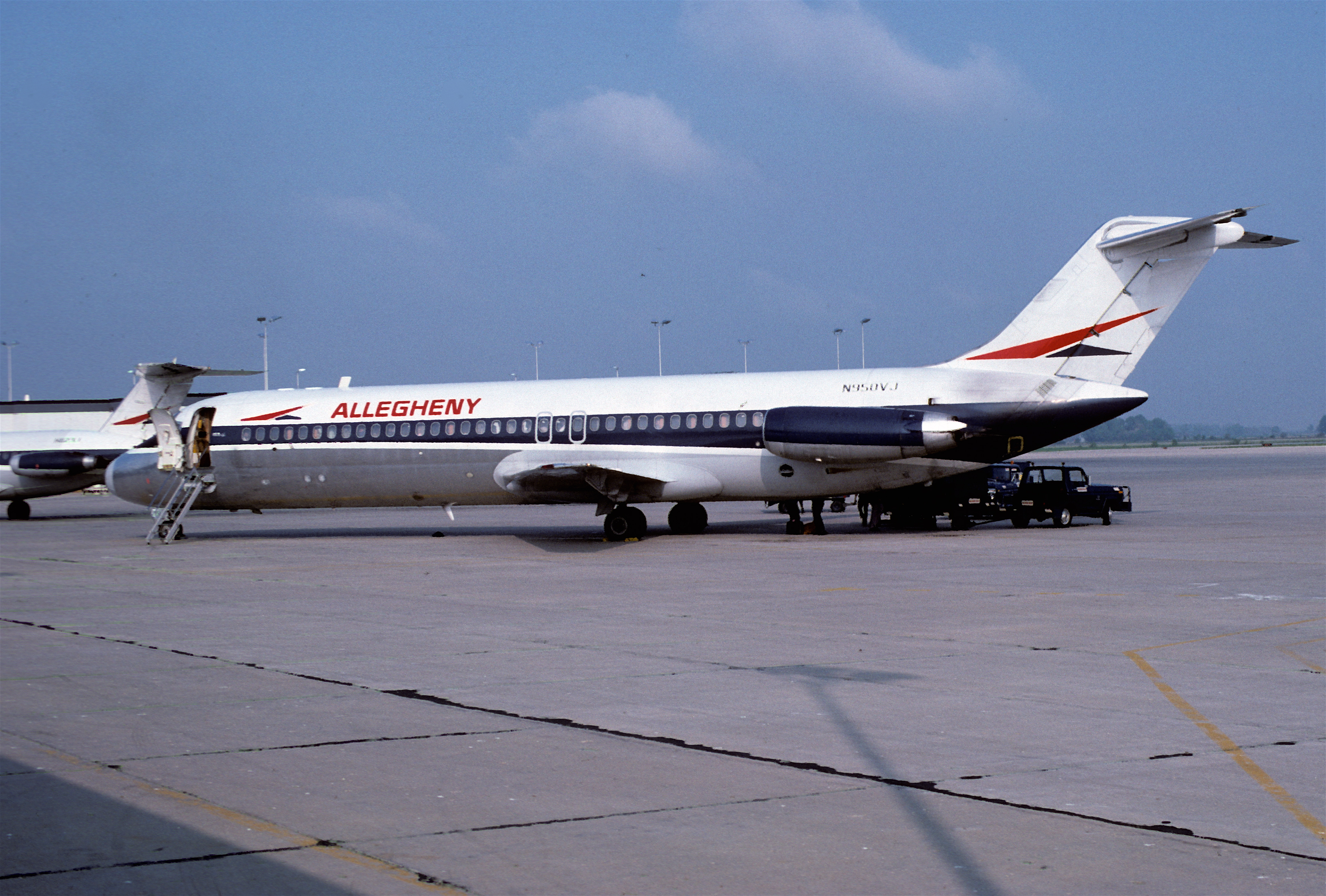
マクドネル・ダグラス DC-9

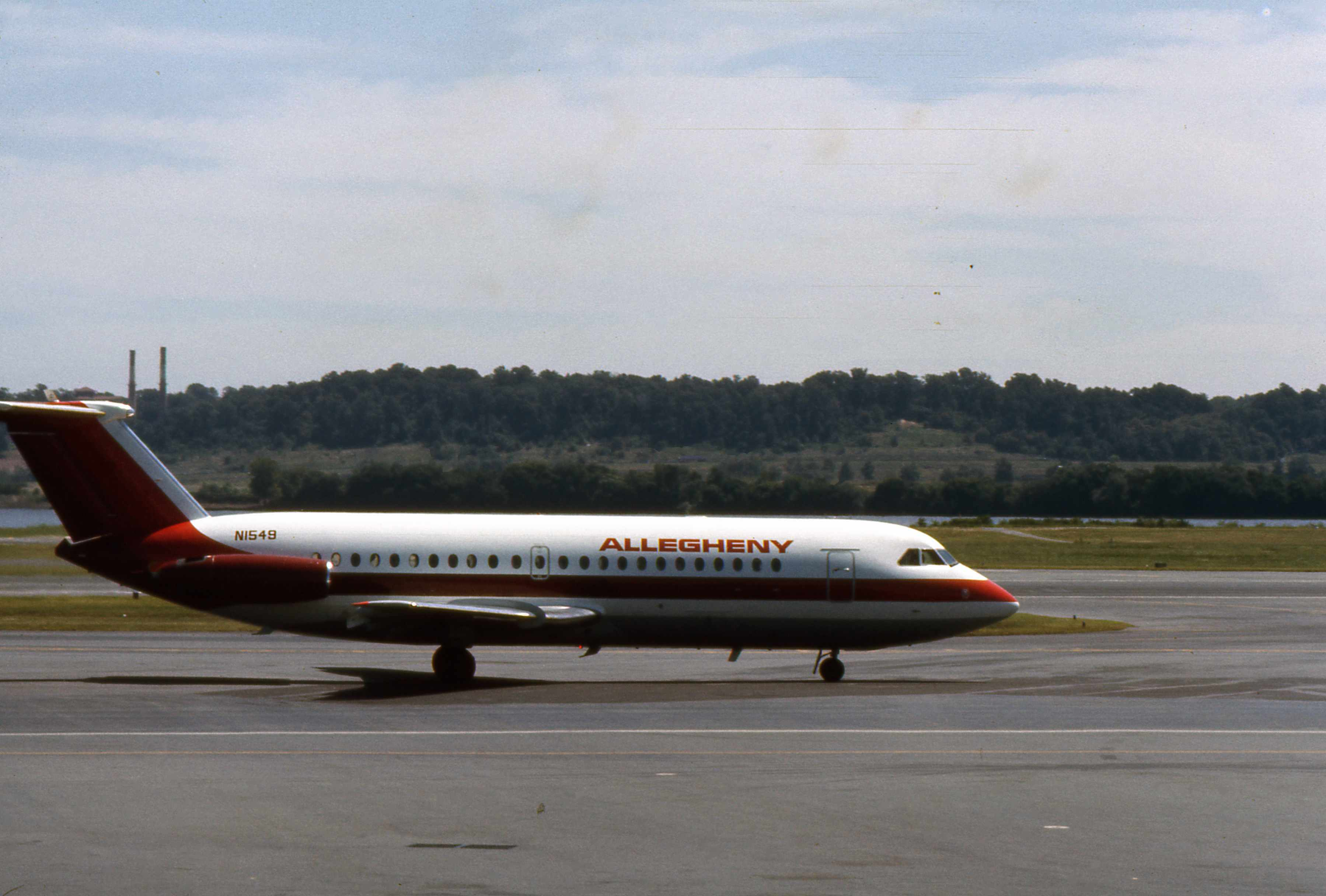
BAC 1-11

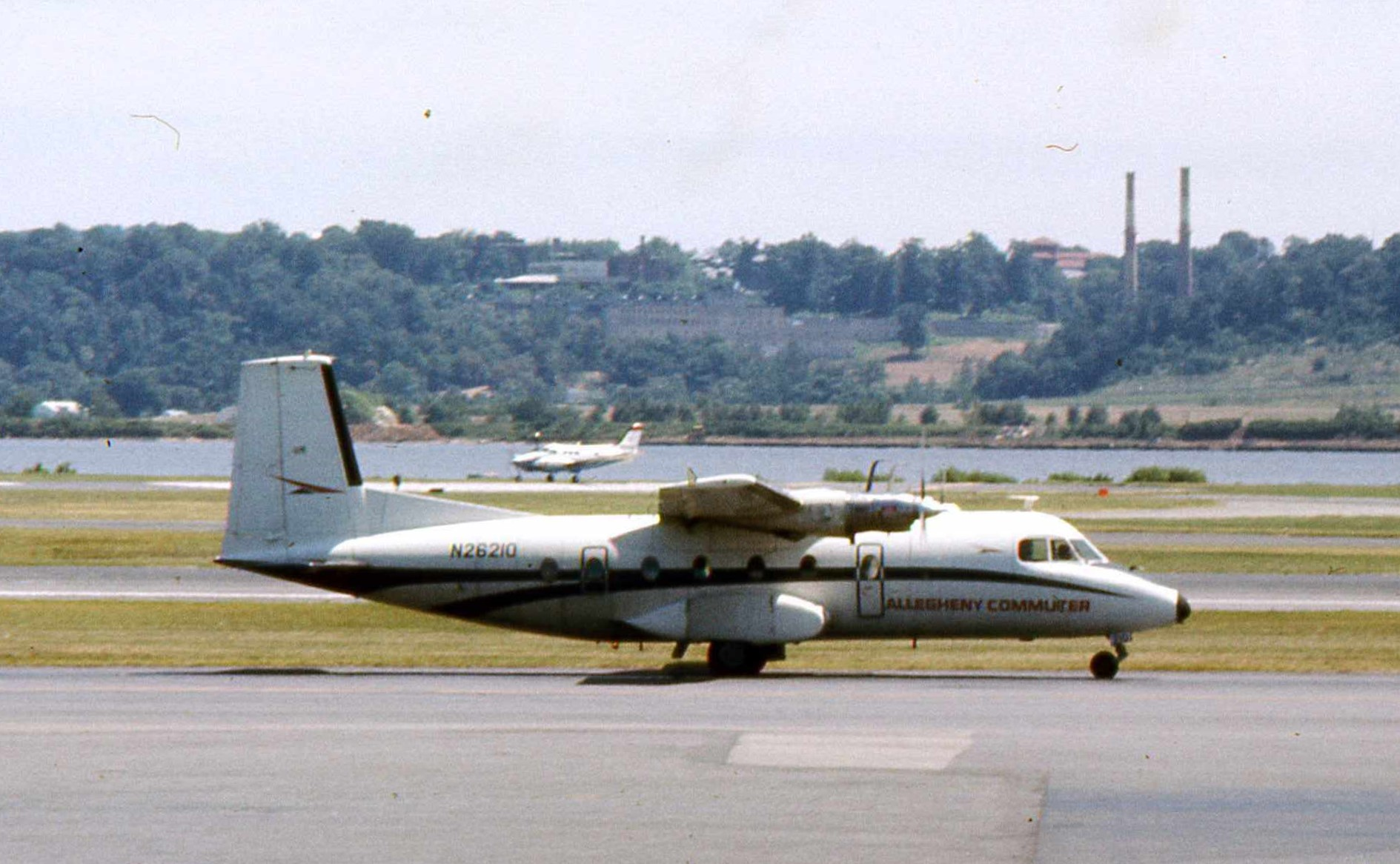
モホーク298

ここでは1979年にUSエアーに改称した時の保有機材を掲載する。
- マクドネルダグラスDC-9
- ボーイング727
- BAC 1-11
- モホーク298

## 事故
1969年9月9日、シンシナティからインディアナポリスに向かっていたアレゲニー航空853便マクドネルダグラスDC-9型機がインディアナポリスの南東で小型機と激突し、大豆畑に墜落した。これによって両機に乗っていた乗客乗員83人が全員死亡した（アレゲニー航空853便空中衝突事故）。